# تپه کلگاه زمان
تپه کلگاه زمان مربوط به دوران پیش از تاریخ ایران باستان است که در شهرستان سنقر، بخش مرکزی، روستای کلگاه زمان واقع شده و این اثر در تاریخ ۱۲ تیر ۱۳۸۴ با شمارهٔ ثبت ۱۲۰۳۸ به‌عنوان یکی از آثار ملی ایران به ثبت رسیده است.